# Сухаја (Телеорман)
Сухаја (рум. Suhaia) насеље је у Румунији у округу Телеорман у општини Сухаја. Oпштина се налази на надморској висини од 21 m.

## Становништво
Према подацима из 2002. године у насељу је живело 4897 становника, од којих су сви румунске националности.

### Хронологија
| Година       | 1992 | 1993 | 1994 | 1995 | 1996 | 1997 | 1998 | 1999 | 2000 | 2001 | 2002 | 2003 | 2004 | 2005 | 2006 | 2007 | 2008 | 2009 | 2010 | 2011 | 2012 | 2013 | 2014 | 2015 | 2016 | 2017 |
| ------------ | ---- | ---- | ---- | ---- | ---- | ---- | ---- | ---- | ---- | ---- | ---- | ---- | ---- | ---- | ---- | ---- | ---- | ---- | ---- | ---- | ---- | ---- | ---- | ---- | ---- | ---- |
| Становништво | 5572 | 5489 | 5446 | 5353 | 5295 | 5222 | 5136 | 5032 | 4958 | 4893 | 4819 | 4746 | 2975 | 2902 | 2809 | 2707 | 2666 | 2597 | 2544 | 2494 | 2424 | 2372 | 2322 | 2255 | 2221 | 2177 |